# Gärstjärnen, Jämtland
Gärstjärnen är en sjö i Åre kommun i Jämtland och ingår i Indalsälvens huvudavrinningsområde. Sjön har en area på 0,085 kvadratkilometer och ligger 569,2 meter över havet.

## Delavrinningsområde
Gärstjärnen ingår i det delavrinningsområde (705064-137238) som SMHI kallar för Ovan 704822-137292. Medelhöjden är 653 meter över havet och ytan är 7,82 kvadratkilometer. Det finns inga avrinningsområden uppströms utan avrinningsområdet är högsta punkten. Vattendraget som avvattnar avrinningsområdet har biflödesordning 3, vilket innebär att vattnet flödar genom totalt 3 vattendrag innan det når havet efter 317 kilometer. Avrinningsområdet består mestadels av skog (74 procent) och sankmarker (12 procent). Avrinningsområdet har 0,26 kvadratkilometer vattenytor vilket ger det en sjöprocent på 3,3 procent.